# The Double Elopement (film 1911 Fitzhamon)
The Double Elopement è un cortometraggio muto del 1911 diretto da Lewin Fitzhamon.

## Trama
Due fuggitivi scappano dai loro genitori, che scappano a loro volta.

## Produzione
Il film fu prodotto dalla Hepworth.

## Distribuzione
Distribuito dalla Hepworth, il film - un cortometraggio di 129,02 metri - uscì nelle sale cinematografiche britanniche nel gennaio 1911.
Si conoscono pochi dati del film che, prodotto dalla Hepworth, fu distrutto nel 1924 dallo stesso produttore, Cecil M. Hepworth. Fallito, in gravissime difficoltà finanziarie, il produttore pensò in questo modo di poter almeno recuperare il nitrato d'argento della pellicola.